# Лозовицы (Псковская область)
Лозовицы — деревня на севере Бежаницкого района Псковской области. Входит в состав сельского поселения муниципальное образование «Добрывичская волость».
Расположена в 28 км к северу от райцентра Бежаницы и в 3 км к югу от деревни Шилово; на железной дороге Новосокольники — Бежаницы — Дедовичи — Дно. Южнее примыкает железнодорожная станция Лозовицы.

## Население
Численность населения деревни по состоянию на 2000 год составила 13 жителей.

## История
До 2005 года входила в состав ныне упразднённой Шиловской волости.